# Бассегела, Жан-Пьер
Жан-Пьер Бассегела (фр. Jean-Pierre Basségéla; род. 3 марта 1947) — конголезский легкоатлет, выступавший в беге на короткие дистанции. Участник летних Олимпийских игр 1972 и 1980 годов, бронзовый призёр Всеафриканских игр 1978 года.

## Биография
Жан-Пьер Бассегела родился 3 марта 1947 года.
В 1972 году вошёл в состав сборной Республики Конго на летних Олимпийских играх в Мюнхене. В беге на 200 метров занял в забеге 1/8 финала 6-е место, показав результат 21,72 секунды и уступив 0,17 секунды попавшему в четвертьфинал с 5-го места Су Вэнь Хо с Тайваня. В эстафете 4х100 метров сборная Республики Конго, за которую также выступали Антуан Нкунку, Луи Нканза и Теофиль Нкунку, заняла 4-е место в четвертьфинале (39,86) и 8-е место в полуфинале (39,97), уступив 0,76 секунды попавшей в финал с 4-го места команде Италии.
В 1976 году вошёл в состав сборной Республики Конго на летних Олимпийских играх в Монреале. Был заявлен в эстафете 4х100 метров, однако Республика Конго бойкотировала Игры.
В 1978 году завоевал бронзу Всеафриканских игр в Алжире в эстафете 4х100 метров (39,79).
В 1980 году вошёл в состав сборной Республики Конго на летних Олимпийских играх в Москве. В эстафете 4х100 метров команда Республики Конго, за которую также выступали Луи Нканза, Теофиль Нкунку и Антуан Киакуама, заняла в полуфинале 7-е место (40,09), уступив 0,61 секунды попавшим в финал с 4-5-го мест командам Бразилии и Нигерии.

## Личные рекорды
- Бег на 100 метров — 10,3 (1976)[6]
- Бег на 200 метров — 21,3 (1972)[6]